# Ben Carson
Benjamin Solomon "Ben" Carson (Detroit, Michigan, USA, 1951. szeptember 18. –) amerikai orvos, a 2016-os amerikai elnökválasztás egyik republikánus indulója.

## Élete
Anyja Sonya Carson, apja pedig Robert Solomon Carson, aki gyári munkásként dolgozott. Szülei 1959-ben elváltak, így Bent és idősebb testvérét, Curtist anyjuk egyedül nevelte fel szegény körülmények között.
Tizenévesen züllött életmódot élt és egyszer egy utcai konfliktus során egy késsel fenyegette az egyik barátját. Később elgondolkozott, hogy mit is tett és elhatározta, hogy meg szeretne változni. Ezután elkezdett tanulni, sikeresen befejezte a középiskolát, majd felvételt nyert a Yale Egyetemre, ahol pszichológiát tanult. A Michigani Orvostudományi Egyetemen pedig  mesterdiplomát szerzett.
Az egyetem elvégzése után a marylandi Johns Hopkins kórházban kezdett dolgozni, majd egy évet Ausztráliában töltött a Sir Charles Gairdner kórházban. 1984–2013 között Marylandben a Johns Hopkins kórház gyermek-idegsebészeti osztályának igazgatója volt. Munkája eredményesnek minősült, sikeresen megműtött egy összenőtt ikerpárt és kifejlesztett egy technikát az epilepsziás rohamok sikeres kezelésére. 2008-ban ezekért a teljesítményekért elnöki kitüntetést kapott.
Számos orvostudományi könyv szerzője és 2009-ben film is készült róla.
2013-ban vonult nyugdíjba és ezután kezdett el politikával foglalkozni. 2015-ben  bejelentette, hogy indul a 2016-os elnökválasztáson a Republikánus Párt színeiben. A 2016-os szuperkedd után gyenge eredményei miatt feladta az előválasztási küzdelmet.
Miután Donald Trump megnyerte az elnökválasztást, Carsont lakásügyi- és városfejlesztési miniszternek nevezte ki.

## Politikai céljai

### Gazdaságpolitika
elutasítja a jelenlegi személyi jövedelemadó rendszerét és helyette egykulcsos adórendszer bevezetését támogatja ami mellett luxusadók kivetését javasolja. Emellett a szabadkereskedelem fenntartását is fontosnak tartja.

### Külpolitika
A külpolitikát tekintve az ukrajnai konfliktus kezelése céljából támogatná, hogy Amerika hadsereget küldjön az országba a béke megteremtése érdekében. Emellett fontosnak tartja a balti államok NATO-oz való integrálását. Az Iszlám Állam (IÁ) elleni küzdelem és a stabilitás megteremtése a Közel-Keleten fontos célkitűzései a külpolitikájának. A palesztin-izraeli konfliktussal kapcsolatban Carson azt nyilatkozta, hogy nem ellenzi a palesztin állam létrehozását, de Izrael területi felosztását nem tartja jó megoldásnak.

### Bevándorlás
Szerinte fontos lenne az illegális bevándorlás megszüntetése. Az Egyesült Államok határainak megerősítését és a jelzés céljából drónok alkalmazását javasolja.

### Egészségügy
Politikájának egyik fontos célja az abortusz elleni küzdelem. Véleménye szerint az abortusz végrehajtását csak egészségügyi okok miatt kellene engedélyezni.

### Drogpolitika
Politikájában nagy hangsúlyt fektet a drogok elleni küzdelemre is.
Engedélyezné a marihuána egészségügyi célból történő használatát, de a legalizálását elutasítja. Szerinte a marihuána használata más kemény drogok használatához és a tőlük való függőséghez vezetne.

## Magánélete

### Családja
Későbbi feleségével, Lacena Candy Rustinnal 1971-ben ismerkedett meg a Yale Egyetemen. 1975-ben házasodtak össze és három fiúgyermekük született.

### Vallás
Carson keresztény vallású és az Adventista Egyház tagja. Vallási nézeteiből fakadóan elutasítja a homoszexuálisok házasságának törvénybe iktatását. A vallásszabadság fenntartását azonban fontosnak tartja.

### Életmód
Vegetáriánus életmódot folytat és orvosként felhívta a figyelmet arra, hogy a vegetáriánus táplálkozással könnyebben elkerülhetőek a szív- és érrendszeri betegségek.

## Magyarul megjelent művei
- Ben Carson–Cecil Murphey: Áldott kezek. Életem története; ford. Magyarosi Barna; Casa de Ed. Viaţă şi Sănătate, Bukarest, 2008
- Ben Carson–Cecil Murphey: Áldott kezek; ford. Magyarosi Barna; Advent, Bp., 2011
- Ben Carson–Cecil Murphey: Merj nagyot álmodni! Szabadítsd fel rejtett adottságaidat, hogy tökéletesíthesd őket!; ford. Sonnleitner Károly; Advent, Bp., 2017